# Оливје Маршал
 Оливје Маршал  (фр. Olivier Marchal; рођен 14. новембра 1958. године), француски је глумац, редитељ, сценариста и бивши полицајац. Добитник је бројних награда од којих је најзначајнија награда Сезар коју је 2005. године добио у три категорије за филм Специјалци из броја 36. Појавио се у преко педесет филмова и серија. Са бившом супругом Катрин Квиниу има четворо деце.